# Бирино
Би́рино (укр. Бирине) — село в Новгород-Северском районе Черниговской области Украины. Население — 962 человека. Занимает площадь 2,81 км². Расположено на реке Торкна.
Почтовый индекс: 16034. Телефонный код: +380 4658.

## Власть
Орган местного самоуправления — Биринский сельский совет. Почтовый адрес: 16034, Черниговская обл., Новгород-Северский р-н, с. Бирино, ул. Свободы, 76.

## История
В XIX веке село Бирино было в составе Хильчинской волости Новгород-Северского уезда Черниговской губернии. В селе была Успенская церковь.